# Birtvisi
Birtvisi (en georgiano: ბირთვისი) es una fortaleza medieval en ruinas en la región de Kvemo Kartli, Georgia, asentada en los acantilados de piedra caliza en la garganta del río Algeti. Ahora está dentro de los límites del municipio Tetri-Tsqaro, adyacente al parque nacional de Algeti, al suroeste de la capital nacional, Tiflis.
Birtvisi es esencialmente una fortaleza rocosa natural de 1 kilómetro cuadrado, protegida por murallas y torres, la más destacada de las cuales —conocido como Sheupovari ("Obstinada")— encabeza la roca más alta de la zona. Varias estructuras accesorias, un acueducto incluido, han sobrevivido. 